# Valores canadienses

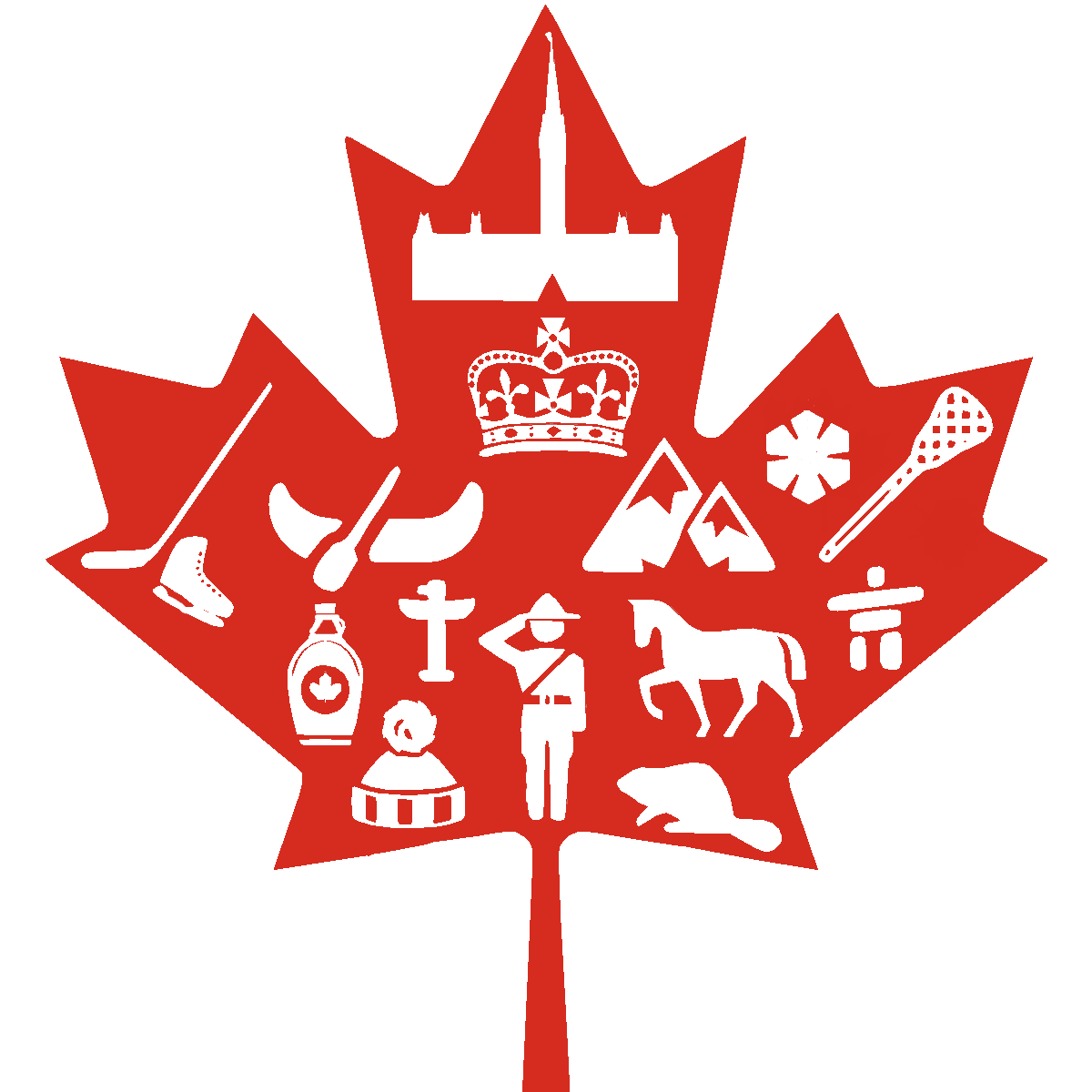
Imagen ilustrativa. Culturas Canadienses

Los valores canadienses son los valores éticos y humanos compartidos por los canadienses. Los principales partidos políticos de Canadá han afirmado explícitamente que mantienen estos valores, pero los especifican de forma vaga y ambigua. Justin Trudeau, luego de asumir el cargo de Primer Ministro en 2015, trató de definir el significado de ser canadiense, diciendo que Canadá carece de una identidad central pero que sus habitantes comparten valores:
No hay una identidad central, ni una corriente cultural dominante en Canadá ... Hay valores compartidos: apertura, respeto, compasión, voluntad de trabajar duro, de estar los unos para los otros, de buscar la igualdad y la justicia. Esas cualidades son las que nos hacen el primer estado postnacional.
Numerosos académicos han tratado de identificarlos, medirlos y compararlos con otros países. Baer et al. sostienen que "las cuestiones de carácter nacional y la cultura regional han sido de interés tanto para los científicos sociales canadienses como para los estadounidenses. La literatura canadiense se ha centrado principalmente en razones históricas y estructurales para el particularismo regional, y en el posible papel del regionalismo a la hora de minar el auténtico ethos, o personalidad nacional canadiense." Sin embargo, hay críticos que dicen que tal tarea es prácticamente imposible.

## Comparaciones internacionales
Cuando comenzó su estudio de Canadá a finales de la década de 1940, el sociólogo estadounidense Seymour Martin Lipset asumió que los valores canadienses y estadounidenses eran prácticamente idénticos. Más trabajo lo llevó a descubrir y explorar las diferencias. En 1968 concluyó:
Los valores canadienses caen en algún lugar entre los de Gran Bretaña y los Estados Unidos, en lugar de ser casi idénticos a los de los Estados Unidos, como había supuesto.
Lipset ofreció algunas teorías sobre dónde difieren las dos sociedades y por qué. Eso propició un gran interés analítico, con otros académicos que ofrecieron sus propias explicaciones y criticaron las de Lipset. Como resultado, numerosos estudios académicos comparan los valores y creencias canadienses con los de los Estados Unidos, y en ocasiones también se agregan a los de otros países. Lipset ha explicado su metodología para las ciencias sociales:
mis conclusiones [son] que las variaciones en la historia de América del Norte y en sus entornos sociales y geográficos dieron lugar a dos pueblos que difieren de manera significativa entre sí, aunque, como he subrayado repetidamente, son más similares que diferentes, particularmente en comparación con otras naciones. Mi principal argumento metodológico a la hora de centrarme en Canadá para aprender sobre los Estados Unidos es precisamente que las dos naciones tienen mucho en común. Centrarse en las pequeñas diferencias entre países que son casi idénticos puede ser más fructífero para comprender los efectos culturales que en las grandes diferencias que se encuentran entre países muy similares. Lo primero permite mantener constantes muchas variables, que las unidades tienen en común.
Lipset presentó numerosos valores políticos y económicos en los que los Estados Unidos mantenían una puntuación "alta" y Canadá mantenía una puntuación "baja". Estos incluyen el individualismo y la competitividad, el espíritu emprendedor y preparado para asumir riesgos elevados, el moralismo utópico, la inclinación a cruzadas políticas, las tendencias populistas o anti-establishment y anti-elite, el nacionalismo de Dios y patria, y la intolerancia por la no conformidad ideológica.